# Tôn Thất Hiệp (con Nguyễn Hoàng)
Tôn Thất Hiệp (chữ Hán: 尊室洽; ? - ?) là con trai thứ 7 của Chúa Tiên Nguyễn Hoàng. Sinh thời, ông được phong tước Văn quận công (文郡公), từng giữ chức Chưởng cơ của quân Đàng Trong. Sau vì mưu loạn nên bị bắt giam và chết trong ngục.

## Hành trạng
Ông nguyên tên là Nguyễn Hiệp (阮洽). Thời Minh Mạng, do có lệ cải họ Tôn Thất cho các hậu duệ Tông thất thuộc chi thứ, tên ông được sử quan chép lại thành Tôn Thất Hiệp (尊室洽).
Ông là con trai thứ 7 của Chúa Tiên Nguyễn Hoàng. Khi Chúa Tiên vào trấn thủ đất Đàng Trong, ông làm quan đến chức Chưởng cơ, lại có quân công đều được phong tước đến Văn quận công. Khi Nguyễn Hoàng mất, di ngôn để ngôi cho con thứ 6 là Thụy quận công Nguyễn Phúc Nguyên. Điều này khiến các Công tử thứ 7 và thứ 8 là Chưởng cơ Hiệp, Trạch đều mang lòng đố kị.
Năm Canh Thân (1620), Hiệp và Trạch mưu làm loạn tiếm ngôi, mật thư cho Chúa Trịnh ở Đàng Ngoài xin viện quân, tự hứa làm nội ứng, ước rằng việc thành được chia nhau trấn thủ đất ấy. Chúa Trịnh Tùng tin lời, sai Đô đốc Nguyễn Khải đem 5000 quân đóng ở Nhật Lệ để đợi. Lũ Hiệp, Trạch sợ Chưởng cơ Tôn Thất Tuyên, chưa dám động. Chúa cùng các tướng bàn việc chống quân Trịnh. Hiệp, Trạch nói rằng: 
Tuyên trí dũng hơn người, nếu cho binh quân đi đánh, tất phá được giặc.
Tuyên biết mưu ấy nói với chúa rằng: 
Tôi ra khỏi doanh, sợ có nội biến.
Chúa bèn sai Tôn Thất Vệ đem quân đi chống Nguyễn Khải. Hiệp, Trạch thấy mưu ấy không làm được bèn phát binh giữ kho Ái Tử làm phản. Chúa cho người đến cáo dụ, chúng không nghe. Chúa bèn cho Tuyên làm tiên phong, Chúa tự đem đại binh đi đánh. Hiệp, Trạch thua chạy. Tuyên đuổi theo bắt được đem về dâng Chúa. Chúa thấy Hiệp, Trạch, chảy nước mắt mà nói rằng
Hai em tước đến Quận công, phú quý lắm rồi, khổ gì mà làm loạn.
Hiệp, Trạch cúi đầu nhận tội. Chúa muốn tha cho. Chư tướng đều nói phép không tha được. Chúa bèn sai giam vào ngục. Hiệp, Trạch xấu hổ bệnh chết ở trong ngục. Vì việc làm loạn năm đó nên hai người bị tước tư cách, chỉ được chép phụ vào phía sau sổ Tôn Thất. Cháu chắt của Hiệp đến năm Minh Mạng thứ 10 (1829) cho lĩnh một nửa lương Tôn Thất. Đến năm thứ 14 (1833) thì xóa tên trong sổ Tôn Thất, đổi thành họ Nguyễn Thuận. Ở đâu thì vào sổ đinh chịu sai dịch như bình dân.